# Johannes Zwick
Pour les articles homonymes, voir Zwick.
Johannes Zwick, né vers 1496 à Constance et mort le 23 octobre 1542 à Bischofszell (Canton de Thurgovie), est un théologien et juriste allemand connu  comme réformateur protestant à Constance et comme auteur-compositeur de chants religieux.

## Biographie

### Premières années
Zwick est fils d'un notable, conseiller municipal de la ville. Il commence en 1509 des études de droit et de  théologie à Fribourg-en-Brisgau auprès d'Ulrich Zasius; peu après il est rejoint par son frère Konrad et son cousin Thomas Blarer (de). Il poursuit des études à Bologne et Padoue. Après son ordination en 1518 et sa promotion au grade de docteur en sciences juridiques en 1520, il travaille un moment comme professeur de droit à l'université de Bâle, mais change en 1522 pour un ministère à Riedlingen, en Haute Suabe sur le  Danube. La même année il se marie à Bâle. 
À Riedlingen, il a prêché à la manière des réformateurs, prend soin des pauvres et des exclus, et devient très populaire ; il est dénoncé auprès de l'évêque et destitué et chassé en 1525 par un mandat impérial. Il retourne à Constance, mais reste en contact épistolaire avec plusieurs membres de la commune de Riedlingen.

### Réformateur à Constance
Avec son cousin Ambrosius Blarer, Zwick introduit à partir de 1525 la réforme protestante à Constance. Pédagogue doué, il s'occupe notamment des enfants et des adolescents. Il leur apprend les notions religieuses de base, rédige des interprétations de la Bible, des chants et des prières pour les diverses heures du jour et pour les jours de la semaine. L'évêque catholique et le chapitre quittent la ville en 1526, la dernière messe catholique dans la cathédrale est célébrée le 15 août 1527.  Zwick rend visite à Wolfgang Capiton et Martin Bucer à Strasbourg pour se faire conseiller sur la nouvelle organisation de l'Église. En 1531 est introduit un nouveau règlement de la ville, fondé sur une « retenue morale sur une base religieuse », défini par son cousin Thomas Blarer et son frère Konrad Zwick, et aussi influencé par Johannes Zwick. Ce règlement est une mesure réformatrice en vue de combattre la pauvreté, de promouvoir l'enseignement et de relevé le niveau moral de la population urbaine. 
En 1535, Zwick édite un Nouveau Testament bilingue et en deux colonnes, avec le texte latin d'Érasme et le texte allemand de la bible de Zurich, édition imprimée par Christoph Froschauer à Zurich. Le premier recueil de chants, le « Konstanzer Gesangbuch » paraît en 1533-1534 ; c'est surtout avec le « Neu Gsangbüchle » et sa préface, qui paraît à Zurich en 1540, que Johannes Zwick apparaît, avec Ambrosius Blarer, comme un précurseur et pionnier  du chant d'église dans l'espace sud-allemand et suisse. Dix-sept des 150 chants sont de Zwick lui-même. En plus d'œuvres d'autres réformateurs comme Martin Luther, il intègre aussi un chant du chanoine Johannes von Botzheim (de) et un autre de Ludwig Hätzer (de). Au total, on peut attribuer à Zwick lui-même 111 chants et poèmes , dont 61 en allemand, ce qui illustre sa créativité et sa puissance de travail.

### Pasteur
En tant qu'adepte de l'interprétation de l'Eucharistie de Zwingli il est le seul pasteur de Constance à refuser la Concorde de Wittemberg de 1536. Après la mort de son ami Zwingli en 1531, plusieurs voyages le mènent aussi en Suisse, en vue de soutenir et de renforcer des communes réformées. Il tombe malade de la peste une première fois en 1542 à Constance, en guérit, puis se rend à Bischofszell à la mort du pasteur Andreas Köllin, exerce le ministère pendant une courte période avant sa mort de la peste le 23 octobre 1542,.

## Œuvres

### Chants religieux
Les chants religieux les plus connus de Zwick sont :
- All Morgen ist ganz frisch und neu, 1541-1545 (musique: Johann Walter 1541; aujourd'hui: EG 440  et RG (de) 557)
- Du höchstes Licht, du ewger Schein, 1541-1545 (musique du 15e siècle, Frères tchèques, Nuremberg 1544 ; aujourd'hui : EG 441 et RG (de)  560)
- Auf diesen Tag bedenken wir, (EG 565)
- Da nun der Tag uns geht zu End, 1533-1540 (d'après le psaume 128; musique: Strasbourg 1525; aujourd'hui: RG (de) 591)

### Bible
- Das gantz Neüw Testament 1535. Das gantz Neüw Testament zu Teütsch dem Latine entgegen gesetzt mitt sampt den nodtwendigen Concordantzenn: Was aber die ursach sye darumb diß Testament jm gegennsatz beyder spraachen ußgangen sye, findest du inn der vorred. Novvm Testamentvm Omne: Latina Versione, Oppositvm Aeditioni uulgari siue Germanicae, in usus studiosorum uulgatum; per Desiderium Erasmum Roterodamum nouissime recogniti. Christoffel Froschouer, Zurich 1535, 803 pages[3].